# Portret Joanny Dzierzbickiej (obraz Józefa Pitschmanna)
Portret Joanny Dzierzbickiej, Portret Joanny z hrabiów Siekierzyńskich Dzierzbickiej – obraz austriackiego malarza działającego w Polsce Józefa Pitschmanna.
Obraz jest portretem Joanny z Siekierczyńskich Dzierzbickiej, żony Józefa Dzierzbickiego, przedstawicieli szlachty niezwiązanej z dworem, co pozwoliło Pitschmannowi odejść od idealizmu i obowiązujących konwencji. Obraz (podobnie jak namalowany w tym samym czasie przez Pitschmanna portret Józefa Dzierzbickiego) jest realistyczny, pozbawiony przepychu i wystawności. W obrazie widoczny jest charakterystyczny dla Pitschmanna czerwonawy koloryt twarzy połączony ze srebrzystą bielą sukni.